# هرستفیل جنوبی، نیو ساوت ولز
هرستفیل جنوبی (به انگلیسی: South Hurstville) یک حومه شهر در استرالیا است که در نیو ساوت ولز واقع شده‌است.

## جستارهای وابسته

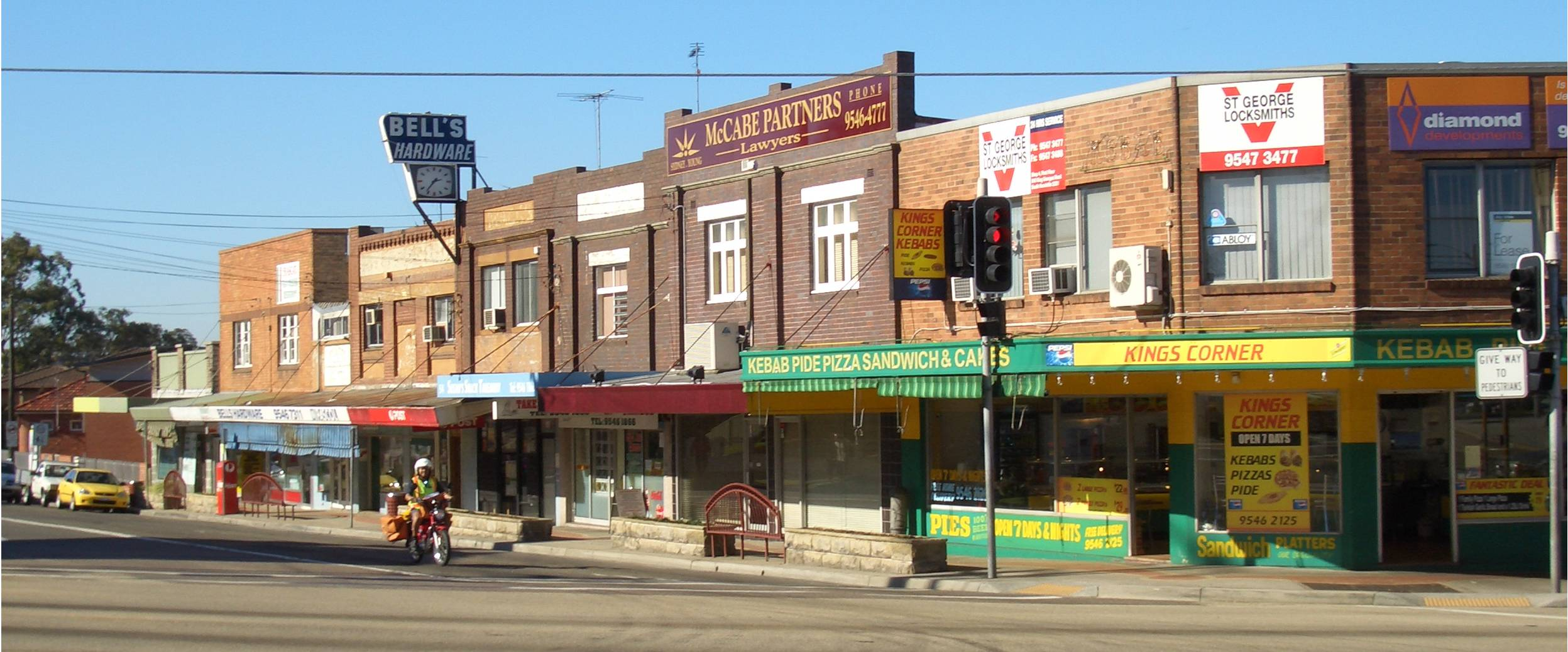
هرستفیل جنوبی